# First rhapsody
First rhapsody is een compositie van Ernest John Moeran. Moeran was ten tijde van componeren nog in de leer bij John Ireland en Moeran droeg deze rapsodie dan ook aan hem op. Het is vrijelijk gebaseerd op Britse volksmuziek, die Moeran aan het verzamelen was. Men heeft echter geen specifiek liedje gevonden dat Moeran zou hebben gebruikt. 
Moeran gaf zelf leiding aan de eerste uitvoering op 22 juni 1922 tijdens een RCM Patron’s Fund Concert (Aanmoediging van jonge componisten). De eerste publieke uitvoering vond plaats op 19 april 1923, Moeran gaf toen leiding aan het Bournemouth Symphony Orchestra of voorloper daarvan. Het was daarna nog een aantal keer te horen, onder andere tijdens het Proms-concert van 27 augustus 1924, opnieuw de componist, maar dan met het Queen's Hall Orchestra.